# Alcaravela
Alcaravela ist eine Gemeinde (Freguesia) im portugiesischen Kreis Sardoal. In ihr leben 779 Einwohner (Stand 19. April 2021).